# Olios rubripes
Olios rubripes är en spindelart som beskrevs av Władysław Taczanowski 1872. Olios rubripes ingår i släktet Olios och familjen jättekrabbspindlar.
Artens utbredningsområde är Franska Guyana. Inga underarter finns listade i Catalogue of Life.